# Adil Kaouch
Adil Kaouch (Ksar-el-Kebir, 1 januari 1979), is een Marokkaanse middellangeafstandsloper. Zijn grootste prestatie is het winnen van een zilveren medaille op de 1500 m op de wereldkampioenschappen atletiek 2005 in Helsinki.
Zijn eerste succes behaalde hij in 1998 met het winnen van het WK voor junioren op de 1500 m. In het jaar erop won hij de 5000 m op de Pan-Arabische Spelen.
In 1999 en 2001 fungeerde hij als haas tijdens de wereldkampioenschappen atletiek op de 1500 m om zijn landgenoot Hicham El Guerrouj aan de overwinning te helpen. Tijdens de Olympische Spelen van Sydney in 2000, was zijn landgenoot Youssef Baba als haas voor Guerrouj en mocht hij voor eigen kansen gaan. Hij mocht niet door naar de halve finale.
Op de Olympische Spelen van Athene in 2004 werd hij negende en zijn landgenoot Hicham El Guerrouj olympisch kampioen. Op het WK een jaar later won hij een zilveren medaille.
Kaouch werd op 9 augustus 2007 door de IAAF voorlopig geschorst, nadat hij op 13 juli 2007 in Rome positief getest was op het gebruik van rh-epo. Deze Golden League-wedstrijd won hij in een nieuw persoonlijk record. Een maand hiervoor was hij ook al sneller op de mijl op de Bislett Games in Oslo.

## Persoonlijke records
| Onderdeel | Prestatie | Datum        | Plaats  |
| --------- | --------- | ------------ | ------- |
| 1.500 m   | 3.30,77   | 13 juli 2007 | Rome    |
| 1 mijl    | 3.51,14   | 15 juni 2007 | Oslo    |
| 3.000 m   | 7.39,52   | 28 mei 1999  | Sevilla |

## Prestaties

### 1500 m
Kampioenschappen
- 2006: 12e Wereldatletiekfinale - 3.44,57
- 2006:  Afrikaans kampioenschappen - 3.46,72
- 2005:  WK - 3.38,00
- 2004: 12e Wereldatletiekfinale - 3.48,90
- 2004: 9e OS - 3.38,26
- 2001: 5e WK indoor - 3.51,91
- 2001: 11e WK - 3.48,45
- 2000: halve finale - OS - 3.41,06
- 1998:  Afrikaans kampioenschappen - 3.42,53
- 1999: 7e WK indoor - 3.38,48
- 1999: 11e WK - 3.47,05
- 1998:  WK junioren - 3.42,43
- 1998:  Afrikaans kampioenschappen - 3.47,34

Golden League-podiumplek
- 2006:  Golden Gala – 3.31,10

### 1 mijl
Golden League-podiumplek
- 2007:  Bislett Games – 3.51,14

### 3000 m
- 2006: 7e WK indoor - 7.48,01

### Veldlopen
- 1998: 10e WK junioren - 23.17
- 1999: 11e WK veldlopen (korte afstand) - 12.52
- 2001: 11e WK veldlopen (korte afstand) - 13.06
- 2004: 10e WK veldlopen (korte afstand) - 11.56
- 2005: 11e WK veldlopen (korte afstand) - 11.57
- 2006:  WK veldlopen (korte afstand) - 10.57

## Prestatieontwikkeling
| Jaar | 1500 m (min) | 1 mijl (min) |
| ---- | ------------ | ------------ |
| 1998 | 3.36,57      | 3.57,40      |
| 1999 | 3.34,28      | 3.51,62      |
| 2000 | 3.34,41      | 3.52,22      |
| 2001 | 3.36,01      | 3.53,40      |
| 2002 | -            | -            |
| 2003 | -            | -            |
| 2004 | 3.32,86      | -            |
| 2005 | 3.38,00      | -            |
| 2006 | 3.31,10      | -            |
| 2007 | 3.30,77      | 3.51,14      |